# Абсалямов, Хамза Салахетдинович
Хамза Салахетдинович Абсалямов (род. 1930, д. Юзимяново, Башкирская АССР) — советский нефтяник, депутат Верховного Совета СССР 6-го созыва.

## Биография
Родился 1 января 1930 года в СССР в Башкирской АССР в деревне Юзимяново.
В годы Великой Отечественной войны работал в колхозе «Урожай», награждён медалью «За доблестный труд в Великой Отечественной войне 1941—1945 гг.»
В 1962 — буровой мастер треста «Туймазабурнефть», затем — инженер конторы бурения № 4 треста «Туймазабурнефть».
В 1962—1966 гг. — депутат Совета Союза Верховного Совета СССР 6-го созыва от Башкирской АССР.

## Избранные труды
- Абсалямов Х. С. Покоряем нефтяной Арлан / [Лит. запись А. Маннанова]. — Уфа: Башкнигоиздат, 1965. — 31 с.[3]